# Riposte Alimentaire
Riposte Alimentaire, anciennement Dernière Rénovation, est un collectif de résistance civile français créé au printemps 2022.
Il fait partie d'un réseau international de onze projets pour le climat nommé A22 regroupant entre autres Just Stop Oil (Royaume-Uni), Återställ Våtmarker (sv), Renovate Switzerland (Suisse), Soulèvement de la dernière génération (Allemagne).
Devenu connu pour des coups d'éclats pacifiques, il avait pour revendication un plan de rénovation thermique des bâtiments jusqu'en décembre 2023, date à laquelle Dernière Rénovation annonce l'arrêt de sa campagne, estimant être allé « au bout de ce qu'[ils] pouvaient espérer gagner ».
Le 28 janvier 2024, le collectif lance une nouvelle campagne nommée Riposte Alimentaire, afin d'obtenir la mise en place d'une sécurité sociale de l'alimentation durable.

## Dernière Rénovation

### Organisation

#### Membres
Les membres de Dernière rénovation s'inscrivent, selon leurs propres déclarations, dans « un mouvement international de résistance civile » qui vise à alerter, sous la forme d'un décompte en nombre de jours, contre le « désastre climatique en cours ».
Ce collectif fait partie du Réseau A22 de résistance civile qui regroupe dix pays à travers le monde, dont notamment Just Stop oil au Royaume-Uni et Soulèvement de la dernière génération en Allemagne, en Autriche, au Canada, ou encore les États-Unis. Le nom A22 fait référence à avril 2022, date des premières actions,,, le principal inspirateur de ce collectif serait le controversé Roger Hallam, cofondateur d’Extinction Rebellion.
Leur devise est « Nous ferons tout ce qui est pacifiquement nécessaire. Pour protéger notre génération et toutes les générations futures. Tel est notre droit inaliénable, et notre devoir le plus sacré ».
Alors qu’ils n’étaient qu’une vingtaine de membres au départ, plus de 200 personnes ont pris part à des actions perturbatrices en 2023.

### Revendications
Le groupe, apparu en 2022, met en avant les lacunes du gouvernement pour appliquer la Convention citoyenne pour le climat qui avait prescrit 149 actions à mettre en place en France pour abaisser les émissions de gaz à effet de serre,,,.

### Principe d'action
Le déroulement des actions est souvent le même : un ou plusieurs militants bloquent une route ou un événement populaire par des sit-in. Ils portent soit un gilet orange, soit un t-shirt blanc portant un message écrit en noir.
Ce message comporte fréquemment un chiffre correspondant au décompte des jours restant selon eux pour éviter des points de bascule au-delà desquels le réchauffement climatique s'emballerait au point de menacer l'existence de milliards d'êtres humains. Les militants expliquent ce choix en référant aux propos de Sir David King, climatologue britannique et ancien conseiller scientifique du gouvernement britannique, prononcés lors d'une conférence en 2021 : « Il faut aller très vite. Ce que nous ferons dans les 3 à 4 prochaines années, j’en suis convaincu, déterminera le futur de l’espèce humaine ».

#### Actions notables

##### Blocage de la circulation
La première action de l'organisation date du 1er avril 2022 à Paris, lorsqu'une dizaine de citoyens ont bloqué la circulation du périphérique pendant 30 minutes à midi, envoyant également une lettre au gouvernement, lui demandant de s’engager « à financer intégralement la rénovation énergétique des logements de tous les ménages en situation de précarité énergétique, d’ici à 2030 et à rendre obligatoire sous six mois la rénovation globale du parc immobilier français d’ici 2040 ».
Les militants collent parfois leurs mains au bitume pour ne pas être délogés,, la plupart du temps en région parisienne,,, mais également à Lyon et Toulouse par exemple,.
Le 7 décembre 2023, des militants ont bloqué le pont de la Concorde pour demander à l'Assemblée nationale un « plan ambitieux de rénovation thermique » avant d'être évacués par les forces de l'ordre.

##### Interruption d'évènements sportifs
Le 3 juin 2022, lors du tournoi de tennis de Roland-Garros opposant Marin Čilić et Casper Ruud sur le court Philippe-Chatrier, une jeune femme s’attache au filet par le cou avec le texte écrit sur son tee-shirt en anglais « Il nous reste 1 028 jours », le match a été interrompu pendant 13 minutes,,.
Le 19 juin, lors de la finale du tournoi ATP opposant Daniil Medvedev et Hubert Hurkacz à Halle, en Allemagne, une femme tente de s’attacher au filet, portant un t-shirt avec l’inscription en allemand « il ne reste que trois ans ». Le 12 juillet, le Tour de France 2022 est arrêté durant quelques minutes par des militants de l'association au niveau de la commune de Magland, près de Sallanches. Ceux-ci expliquent lors d'une interview qu'ils avaient ciblé l’endroit le moins dangereux pour les coureurs. Le 5 novembre, deux militants du mouvement se sont accrochés à des poteaux de rugby, avec « des colliers de serrage en plastique », lors du match de Top 14 opposant le Stade toulousain au Stade français.

##### Autres
Le 31 octobre, un militant du mouvement s'accroche au drapeau du Panthéon à Paris et le met en berne pour dénoncer le fait qu'« aucune mesure importante n'est prise par le gouvernement pour enrayer le changement climatique »,.
Les militants aspergennt de peinture des lieux symboliques, comme l'hôtel de Matignon, résidence de la première ministre Élisabeth Borne, le Ministère de l'Économie et le ministère de la Transition écologique en janvier 2023. Le 19 avril 2023, trois militants aspergent de peinture orange effaçable la façade l'hôtel de région d'Occitanie à Toulouse pour protester contre le projet d'autoroute A69,,,,,. En décembre 2023, des militants couvrent de peinture orange le sapin de la place Kléber,.
Un militant interrompt une émission de BFMTV à laquelle Marion Maréchal-Le Pen était invitée.

### Affaires judiciaires
À la suite de ces actions, les militants sont, dans de nombreux cas, placé en garde à vue et poursuivis par la justice. Les militants utilisent leur procès comme tribune pour poursuivre leur plaidoyer, rappelant notamment la condamnation de l'État français pour inaction climatique, dans l'Affaire du Siècle, et affirmant qu'ils poursuivront leurs actions tant que celui-ci n'agira pas suffisamment face au réchauffement climatique.

### Arrêt des actions
Le 18 décembre 2023, le collectif annonce l'arrêt de ces actions. Pierre Taïeb, un des porte-parole du mouvement a déclaré lors d'un point presse : « Même si ce n’est pas une victoire complète, on peut considérer qu’on a été un peu au bout de ce qu’on pouvait espérer gagner », faisant référence au vote des députés sur l'augmentation des dispositifs d'aides.

## Riposte Alimentaire

### Lancement
Le 28 janvier 2024, le collectif Dernière Rénovation fait savoir qu'il devient Riposte alimentaire. Le jour même, le nouveau collectif signe aux côtés de Greenpeace, France nature environnement, les Soulèvements de la terre, Attac, Youth for Climate et plusieurs dizaines d'autres associations et personnalités, un appel à « rejoindre les agriculteurs dans leurs mobilisations » lors du Mouvement des agriculteurs de 2024 en France et « refusent d'être cataloguées comme [leurs] ennemies ». Le groupe se définit comme « un allié ».
Le lendemain, deux militantes du collectif aspergent de soupe la vitrine blindée protégeant La Joconde exposée au Louvre, reprenant un mode d'action ayant fait ses preuves selon Libération. Cette action est présentée comme « le coup d'envoi [d'une] campagne de résistance civile, qui porte une demande claire, profitable à toutes et tous : la sécurité sociale de l'alimentation durable »,. En pleine mobilisation des agriculteurs, le collectif dénonce un « système agricole […] malade ».
Cette action de lancement de la nouvelle campagne est largement médiatisée,,,,,,,, y compris à l'international,,,,,,,.

### Revendication
Le collectif a pour objectif la mise en place d'une sécurite sociale de l'alimentation durable. Pointant la responsabilité de « l’industrie agroalimentaire » via l’augmentation de ses marges, « des traités de libre-échange européens [qui] créent les conditions d’une concurrence déloyale » tout en s’alarmant des « conséquences environnementales extrêmement inquiétantes » de notre système agricole « responsable de 21 % des émissions de gaz à effet de serre nationales », le collectif souhaite permettre à chaque habitant de « bénéficier d’une carte Vitale de l’alimentation d’un montant de 150 euros par mois et par personne, enfant comme adulte ». Cette somme, financée par un système de cotisations sociales, permettrait d’acheter des « produits conventionnés et sélectionnés démocratiquement, par des assemblées informées des enjeux écologiques et agricoles ».